# Frans Maurits Jaeger
Frans Maurits Jaeger  (n. 11 mai, 1877 la Haga – d. 2 martie, 1945 în Haren (Groningen)) a fost un chimist  și istoric al chimiei. Este cunoscut pentru studiile sale cu privire la simetria cristalelor.

## Biografie
Frans Maurits Jaeger s-a născut la 11 mai, 1877 la Haga, Țările de Jos. A început să studieze chimia la Leiden în 1895, trecând examenul de licență în 1898, și obținând titlul de doctor în 1900. În continuare a studiat cristalografia la Berlin, Germania.
În 1904 a fost numit asistent universitar (privaatdocent) la Universitatea din Amsterdam. În 1908 s-a mutat la Universitatea din Groningen în calitate de lector iar în 1909 a fost numit profesor, șef al catedrei de chimie anorganică și chimie fizică, ca succesor al lui Jacob Böeseken
În 1910 – 1911 a lucrat ca cercetător la laboratorul geofizic al Carnegie Institution for Science din Washington, DC, Statele Unite ale Americii.
În 1915 a devenit membru al Academiei Regale a Țărilor de Jos pentru Arte și Științe. In 1929 i s-a acordat funcția de Conferențiar universitar nerezident pentru chimie la Cornell University din Ithaca (Statele Unite ale Americii). Frans Jaeger a ieșit la pensie în 1943.
Frans Maurits Jaeger a murit la 2 martie, 1945 la Haren (Groningen), Țările de Jos.

## Opere principale
- Kristallografische en molekulaire symmetrie van plaatsings-isomere benzolderivaten  (1903)
- Lectures on the principle of symmetry and its applications in all natural sciences  (1917)
- Elementen en atomen eens en thans. Schetsen uit de ontwikkelingsgeschiedenis der elementenleer en atomistiek (1918).
- Inleiding tot de studie der kristalkunde.” (Introduction in the study of cristals(1924)